# Poimenesperus thomsoni
Poimenesperus thomsoni är en skalbaggsart som först beskrevs av Francis Polkinghorne Pascoe 1869.
Poimenesperus thomsoni ingår i släktet Poimenesperus och familjen långhorningar. Artens utbredningsområde är Gabon. Inga underarter finns listade i Catalogue of Life.